# فورت (هسن)
فورت (به آلمانی: Fürth) یک منطقهٔ مسکونی در آلمان است که در برگ‌شتراسه واقع شده‌است. فورت ۱۰٬۴۰۶ نفر جمعیت دارد.

## خواهرخوانده
شهرهای Zăbrani, Thizy و Buzancy خواهرخوانده‌های فورت (هسن) هستند.